# Waldvöglein
Die Waldvöglein  (Cephalanthera) sind eine Pflanzengattung innerhalb der Familie der Orchideen (Orchidaceae).

## Beschreibung

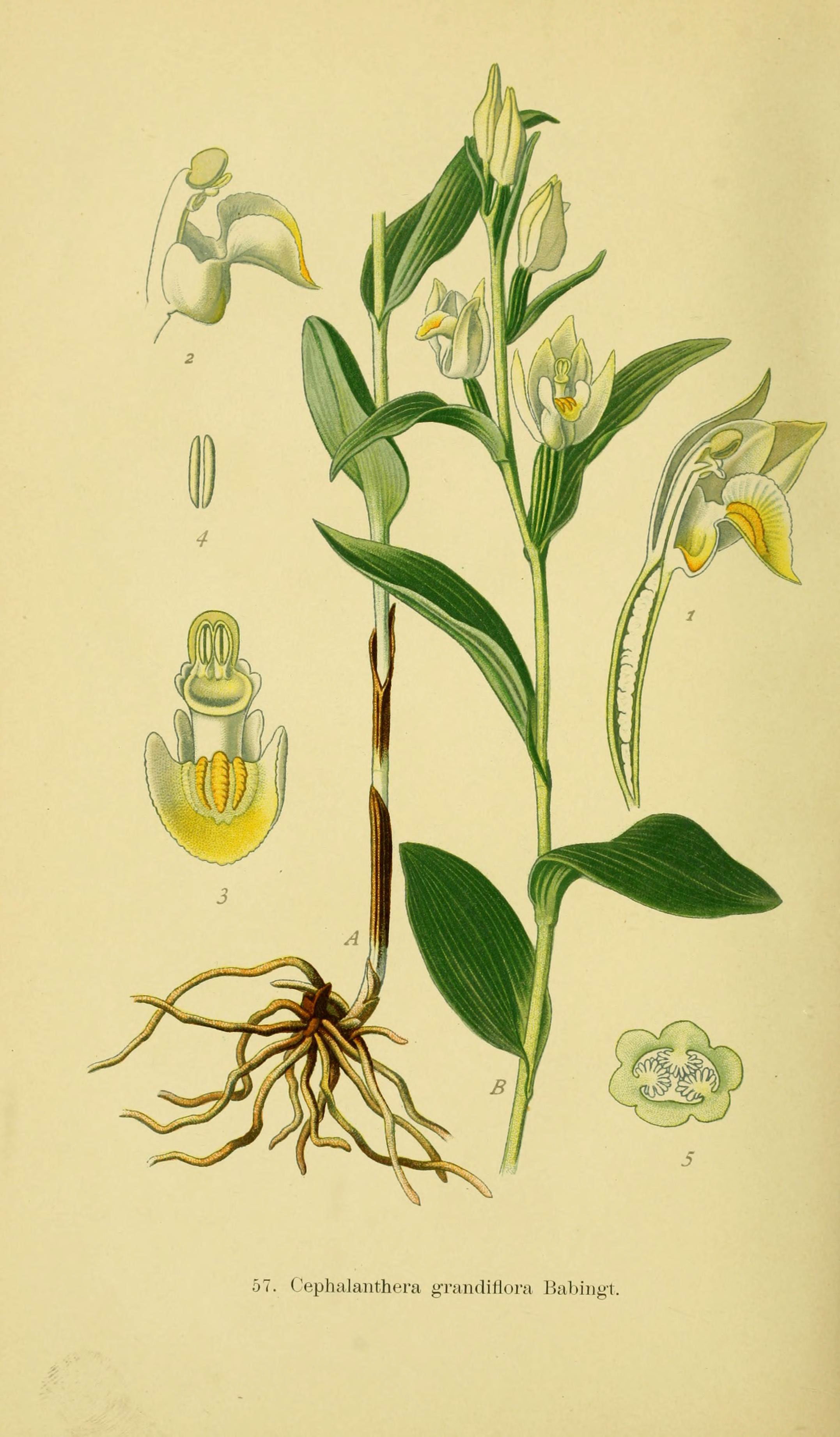
Illustration aus Abbildungen der in Deutschland und den angrenzenden gebieten vorkommenden grundformen der Orchideenarten, Tafel 57 des Weißen Waldvöglein (Cephalanthera damasonium)

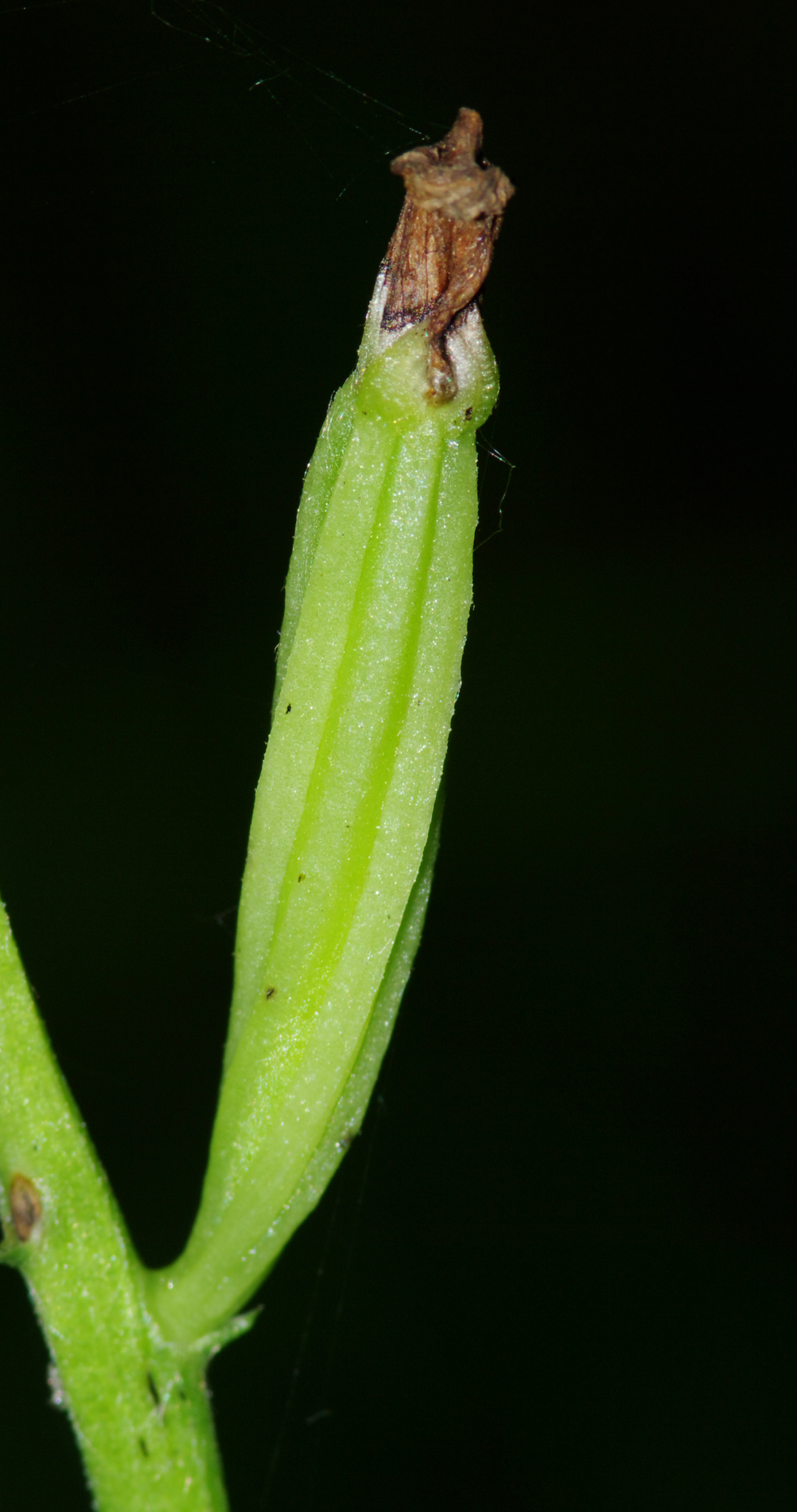
Unreife aufrecht Kapselfrucht des Langblättrigen Waldvöglein (Cephalanthera longifolia)

### Vegetative Merkmale
Die Waldvöglein-Arten sind schlanke, ausdauernde krautige Pflanzen. Das Rhizom ist kurz, kriechend und oft verzweigt. Die Wurzeln stehen gebüschelt, sind bei den autotrophen Arten zahlreich und teilen sich in senkrecht stehende, dickere Speicherwurzeln und waagrecht stehende verpilzte Wurzeln auf.
Der Stängel ist aufrecht, unverzweigt, zylindrisch, gerillt, bei den autotrophen Arten grün, beblättert, kahl oder am oberen Ende behaart, mit einer oder wenigen etwa kahnförmigen bis zylindrischen Blattscheiden am Grund. Die sitzenden Laubblätter sind grund- und wechselständig in spiraliger Anordnung. Die einfachen Blattspreiten sind eiförmig bis lanzettlich oder linealisch, längs gefaltet, längsnervig ohne erkennbare Quernerven, ganzrandig, grün, ungefleckt, mit verschmälerter Spreitenbasis, die den Stängel umscheidet; bei den mykotrophen Arten sind Blätter weiß und zu häutigen Scheiden zurückgebildet.

### Generative Merkmale
Der endständige, traubige Blütenstand mit gerader, aufrechter, in etwa zylindrischer Achse enthält locker angeordnet viele bis wenige Blüten, selten nur eine Blüte. Die Tragblätter der unteren Blüten sind meist blattähnlich, aber nicht scheidig, und überragen die Blüten meist, die der oberen Blüten sind viel kürzer.
Die Blüten sind um 180° verdreht, ziemlich aufrecht, mehr oder weniger sitzend. Die zwittrigen Blüten sind zygomorph, wenig geöffnet und glockenförmig, selten weit geöffnet. Die Blütenfarben sind weiß, rosafarben oder gelb. Der Fruchtknoten ist leicht verdreht und kahl. Die Kelchblätter (Sepalen) sind frei, einander ähnlich und etwa gleich groß. Die seitlichen Kronblätter (Petalen) sind etwas kürzer als die Sepalen und neigen mit diesen mehr oder weniger stark nach vorne zu einem Helm zusammen. Die Lippe ist am Grund der Säule angewachsen; sie ist zweigliedrig, selten einfach. Der hintere Abschnitt (Hypochil) ist konkav und besitzt zwei aufrechte Seitenlappen, die die Säule umhüllen. Es ist am Grunde ausgesackt oder hat einen kurzen Sporn; Nektar wird nicht angeboten. Der vordere Abschnitt (Epichil) ist von fester Struktur, ausgebreitet, eiförmig-elliptisch mit stumpfem oder spitzem oberen Ende, die Oberseite besitzt drei bis sieben Längslamellen. Die Säule ist aufrecht, meist mit zwei schmalen, seitlichen Flügeln. Das Staubblatt ist aufrecht, herabklappbar, zweifächerig, mit zwei jeweils zweiteiligen, körnig-mehligen, ungestielten Pollinien, denen die Klebdrüsen (Viscidien) fehlen. Die Narbe ist konkav und gerundet, ohne ausdifferenziertes Rostellum.
Die Kapselfrüchte sind aufrecht, länglich und enthalten viele Samen. Die Samen sind flach und netznervig mit verbreiterten Maschen.

## Ökologie
Bei Cephalanthera-Arten handelt es sich um  autotrophe oder voll myko-heterotrophe Rhizom-Geophyten. Über Adventivknospen kann eine vegetative Vermehrung erfolgen.

Cephalanthera austiniae

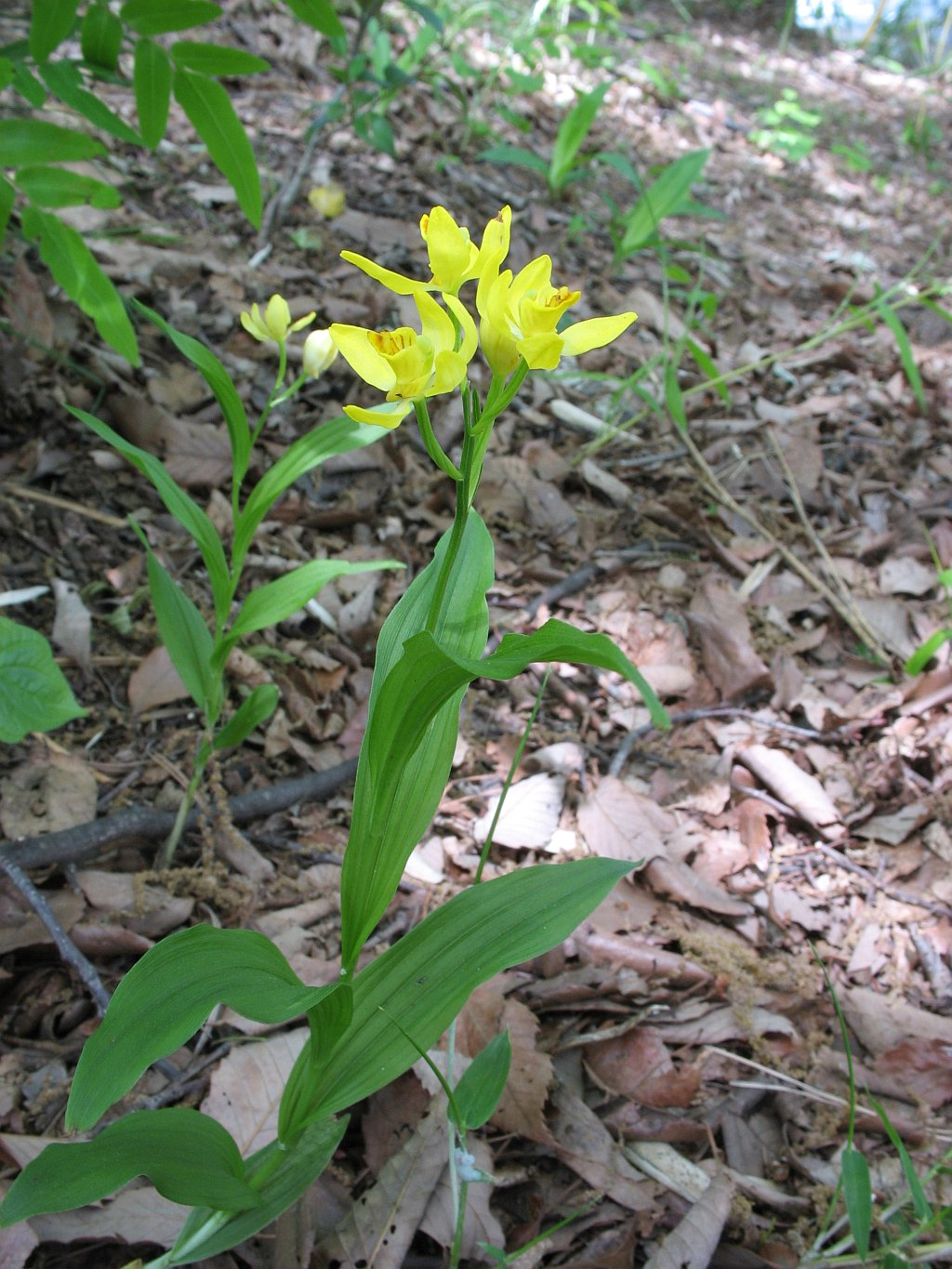
Cephalanthera falcata

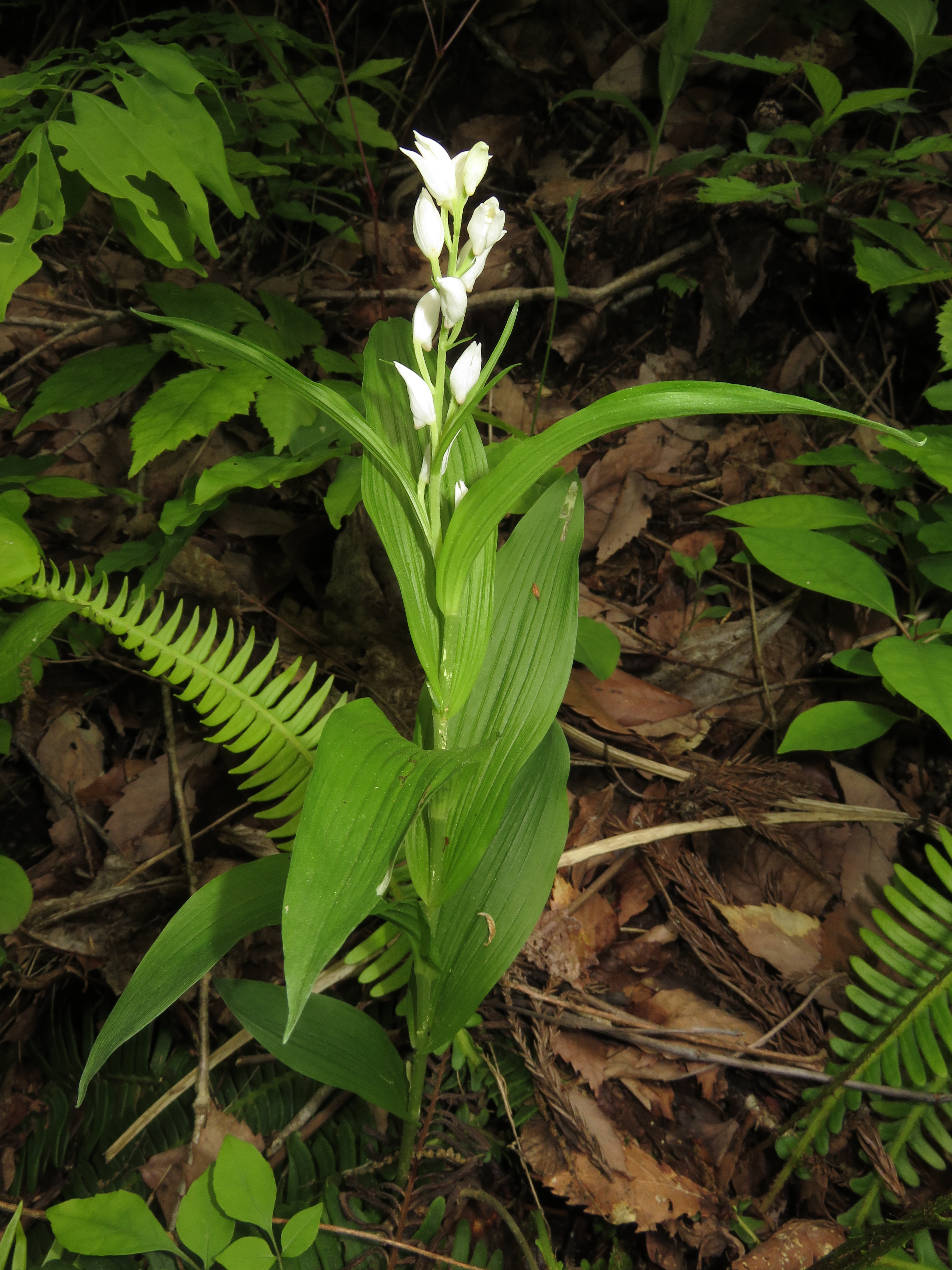
Cephalanthera longibracteata

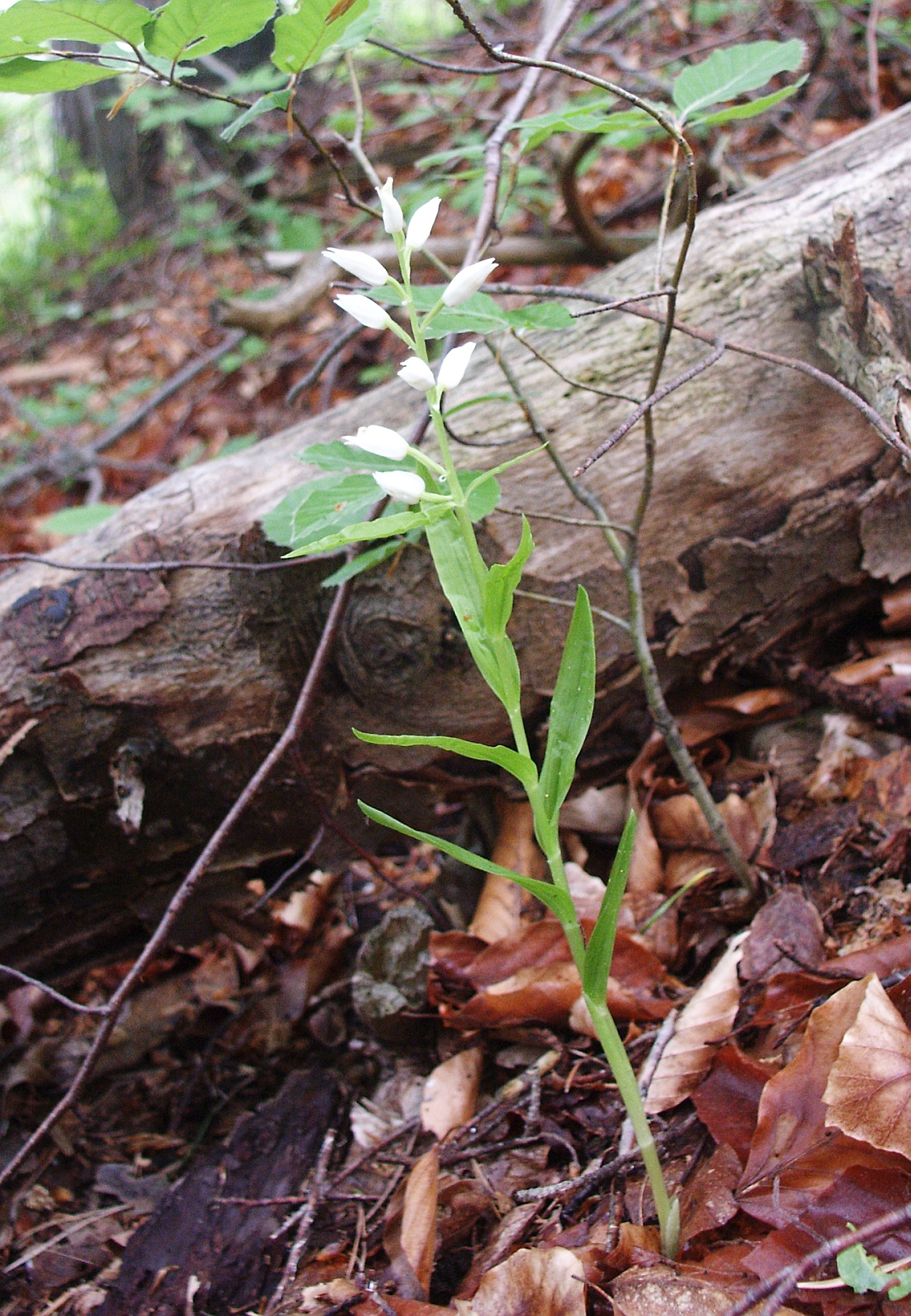
Cephalanthera ×schulzei

Einige Arten sind selbstbestäubend.

## Systematik und Verbreitung

### Taxonomie
Die Gattung Cephalanthera wurde im Jahr 1818 durch den französischen Botaniker Louis Claude Marie Richard in Mémoires du Museum d'Histoire Naturelle, Band 4, Seite 51 aufgestellt. Der Gattungsname Cephalanthera setzt sich aus den altgriechischen Wörtern κεφαλή kephalē für „Kopf“ und ἀνθηρός anthērós für „blühend“ zusammen und weist darauf hin, dass die Anthere der Columna wie ein Kopf aufsitzt. Synonyme für Cephalanthera Rich. sind: Callithronum Ehrh., Dorycheile Rchb., Eburophyton A.Heller, Lonchophyllum Ehrh., Tangtsinia S.C.Chen, Xiphophyllum Ehrh.

### Arten und ihre Verbreitung
Das Verbreitungsgebiet erstreckt sich hauptsächlich in Nordafrika und Eurasien. Eine von drei mykotrophen Arten kommt aus dem westlichen Nordamerika.
Die Gattung Cephalanthera enthält seit 2023 etwa 20 Arten:

#### Europa, Nordafrika und Vorderasien
- Kaukasisches Waldvöglein (Cephalanthera caucasica Kraenzl.): Es kommt vom Kaukasusraum bis zum nordwestlichen Iran vor.[5]
- Kretisches Waldvöglein (Cephalanthera cucullata Boiss. & Heldr.): Dieser Endemit kommt nur im zentralen sowie östlichen Kreta vor.[5]
- Weißes Waldvöglein (Cephalanthera damasonium (Mill.) Druce)
- Gesporntes Waldvöglein (Cephalanthera epipactoides Fischer & C.A.Mey.): Es kommt von den Ägaischen Inseln des nordwestlichen Griechenland bis zu westlichen sowie nördlichen Türkei vor.[5]
- Kotschys Waldvöglein (Cephalanthera kotschyana Renz & Taubenheim): Es kommt von der Türkei bis zum Kaukasusraum vor.[5]
- Kurdisches Waldvöglein (Cephalanthera kurdica Bornm.): Es kommt von der Türkei bis zum Iran vor.[5]
- Langblättriges Waldvöglein oder Schwertblättriges Waldvöglein (Cephalanthera longifolia (L.) Fritsch)
- Rotes Waldvöglein (Cephalanthera rubra (L.) Rich.)

#### Ostasien
- Cephalanthera alpicola Fukuy.: Sie kommt nur in Taiwan vor. Sie wird auch als Synonym zu Cephalanthera longifolia gestellt.[5]
- Cephalanthera calcarata S.C.Chen & K.Y.Lang: Sie kommt nur im nordwestlichen Yunnan vor und ist mykotroph.[2]
- Cephalanthera erecta (Thunb.) Blume: Sie ist im gemäßigten Ostasien bis zum östlichen Himalaya verbreitet.[5]
- Cephalanthera ericiflora Szlach. & Mytnik: Sie wurde 2008 aus Laos erstbeschrieben.[5]
- Cephalanthera exigua Seidenf.: Sie kommt im nördlichen Thailand und in Laos vor.[5]
- Cephalanthera falcata (Thunb.) Blume: Sie ist in Japan, im südlichen Korea und im südlichen China verbreitet.[5]
- Cephalanthera gracilis S.C.Chen & G.H.Zhu: Sie kommt nur im nordwestlichen Yunnan vor und ist mykotroph.[2]
- Cephalanthera humilis X.H.Jin: Sie wurde 2011 aus Yunnan erstbeschrieben.[5]
- Cephalanthera longibracteata Blume: Sie ist vom Russlands Fernem Osten bis Korea, Japan und Laos weitverbreitet.[5]
- Cephalanthera nanchuanica (S.C.Chen) X.H.Jin & X.G.Xiang (Syn.: Tangtsinia nanchuanica S.C.Chen): Sie kommt in Sichuan vor.[5]
- Cephalanthera pusilla (Hook. f.) Seidenf.: Sie kommt vom südlichen China bis Myanmar.[5]
- Cephalanthera yintiaolingensis Feng Chen, C.Xiong & X.H.Jin: Sie wurde 2023 aus Chongqing erstbeschrieben.[5]

#### Nordamerika
- Cephalanthera austiniae (A.Gray) A.Heller: Sie gedeiht in Höhenlagen von 0 bis 2200 Metern im westlichen Nordamerika im kalifornischen British Columbia und in den US-Bundesstaaten Washington, Kalifornien, Idaho sowie Oregon[4][7] und sie ist mykotroph.

### Naturhybriden
- Cephalanthera ×mayeri (E.Mayer & Zimmerm.) A.Camus (Cephalanthera damasonium × Cephalanthera rubra)
- Cephalanthera ×otto-hechtii Keller (Cephalanthera longifolia × Cephalanthera rubra)
- Cephalanthera ×renzii B.Baumann, H.Baumann, R.Lorenz & Ruedi Peter (Cephalanthera caucasica × Cephalanthera longifolia)
- Cephalanthera ×schaberi H.Baumann (Cephalanthera epipactoides × Cephalanthera longifolia)
- Cephalanthera ×schulzei E.G.Camus (Cephalanthera damasonium × Cephalanthera longifolia)
- Cephalanthera ×taubenheimii H.Baumann (Cephalanthera damasonium × Cephalanthera kotschyana)

## Bildergalerie

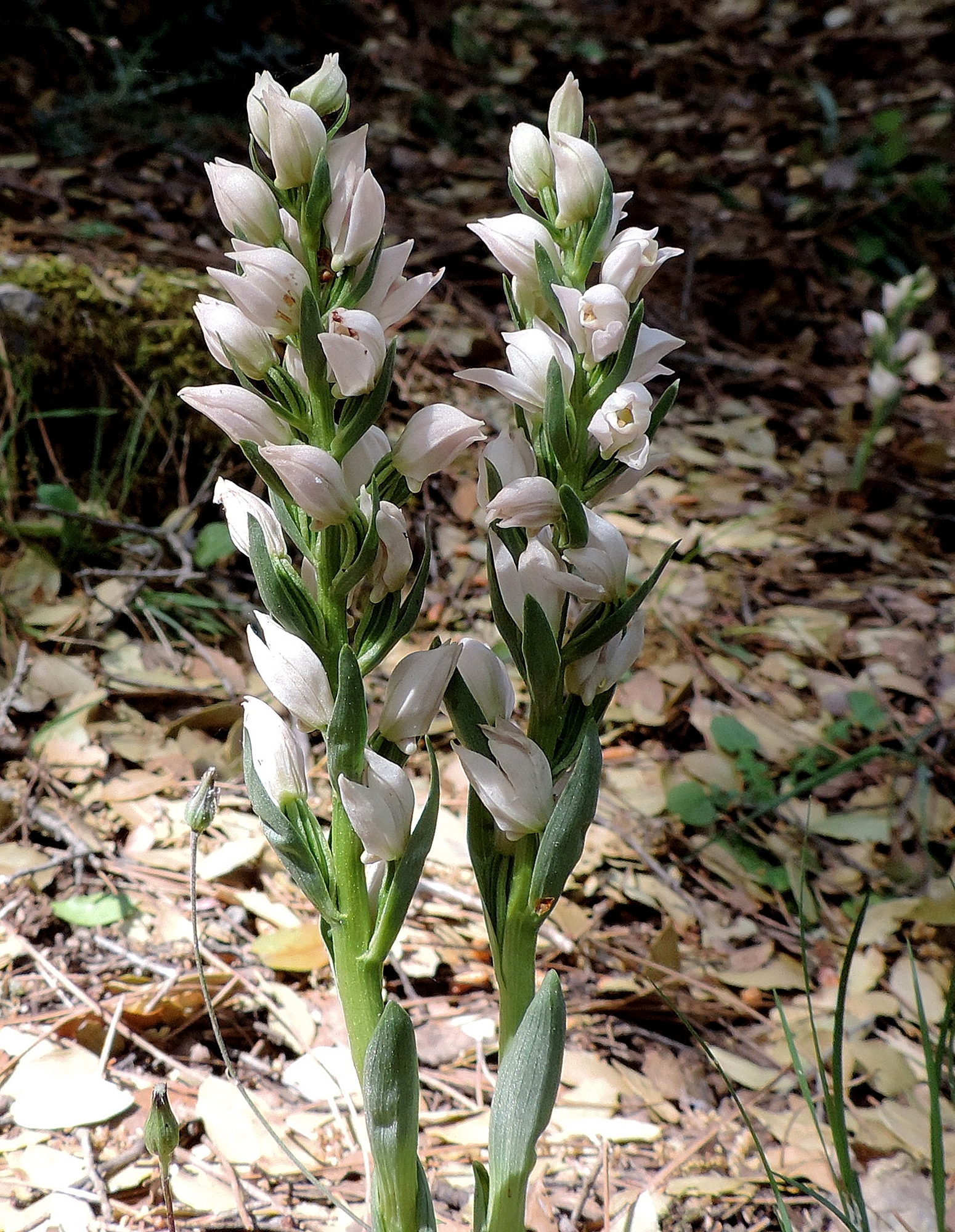
Kretisches Waldvöglein (Cephalanthera cucullata)
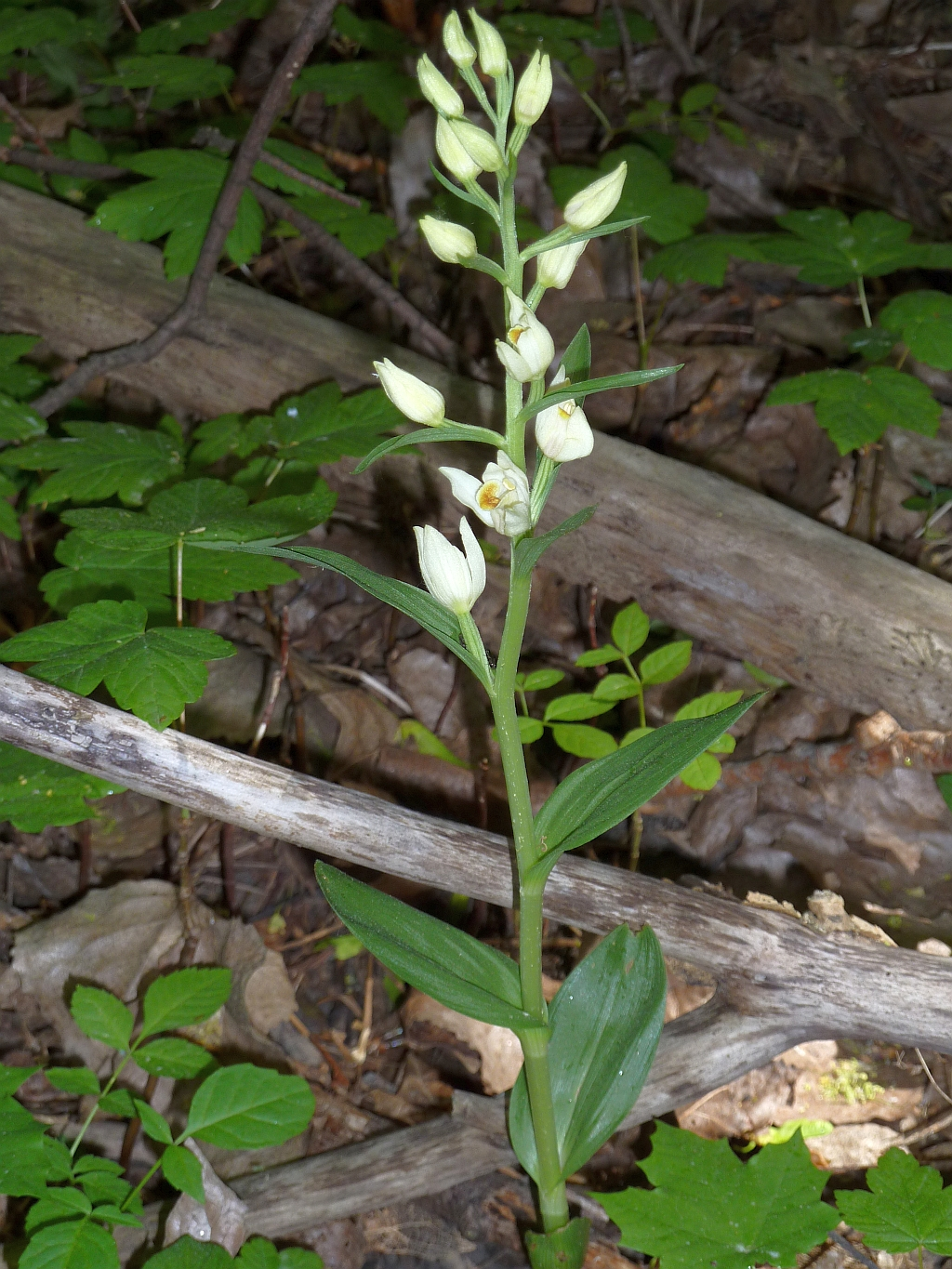
Weißes Waldvöglein (Cephalanthera damasonium)
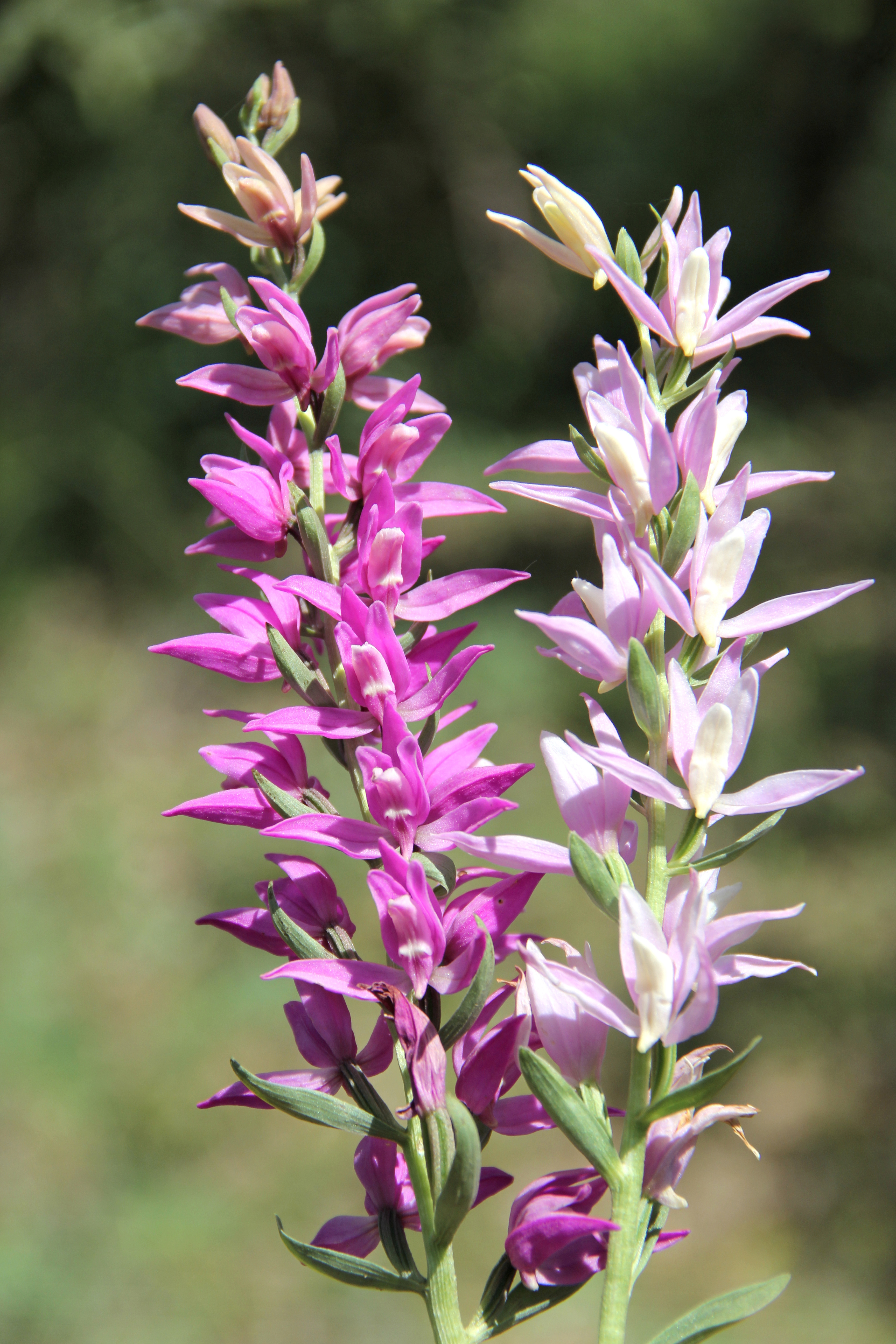
Kurdisches Waldvöglein (Cephalanthera kurdica)
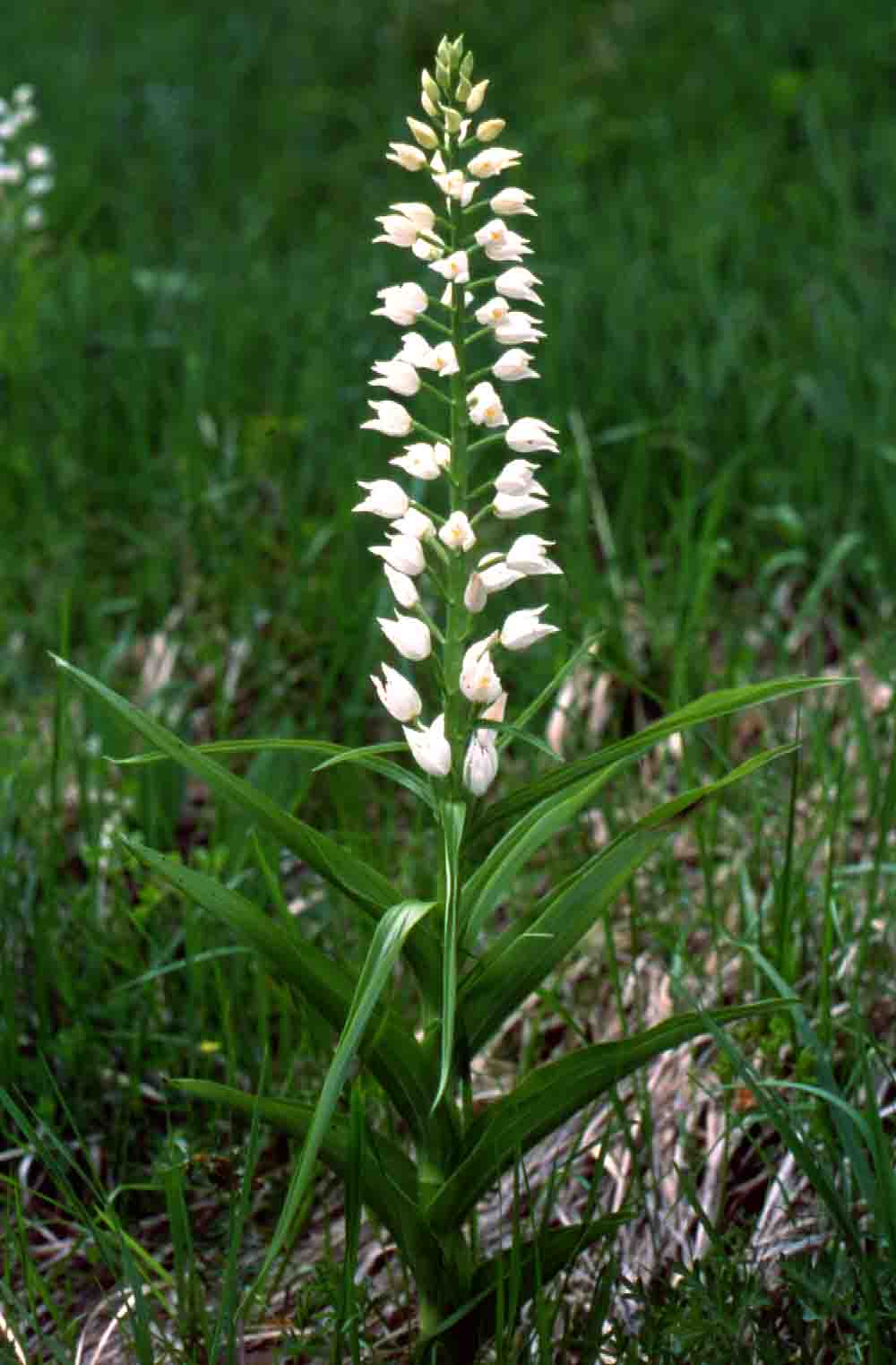
Langblättriges Waldvöglein (Cephalanthera longifolia) in Bohinj, Slowenien
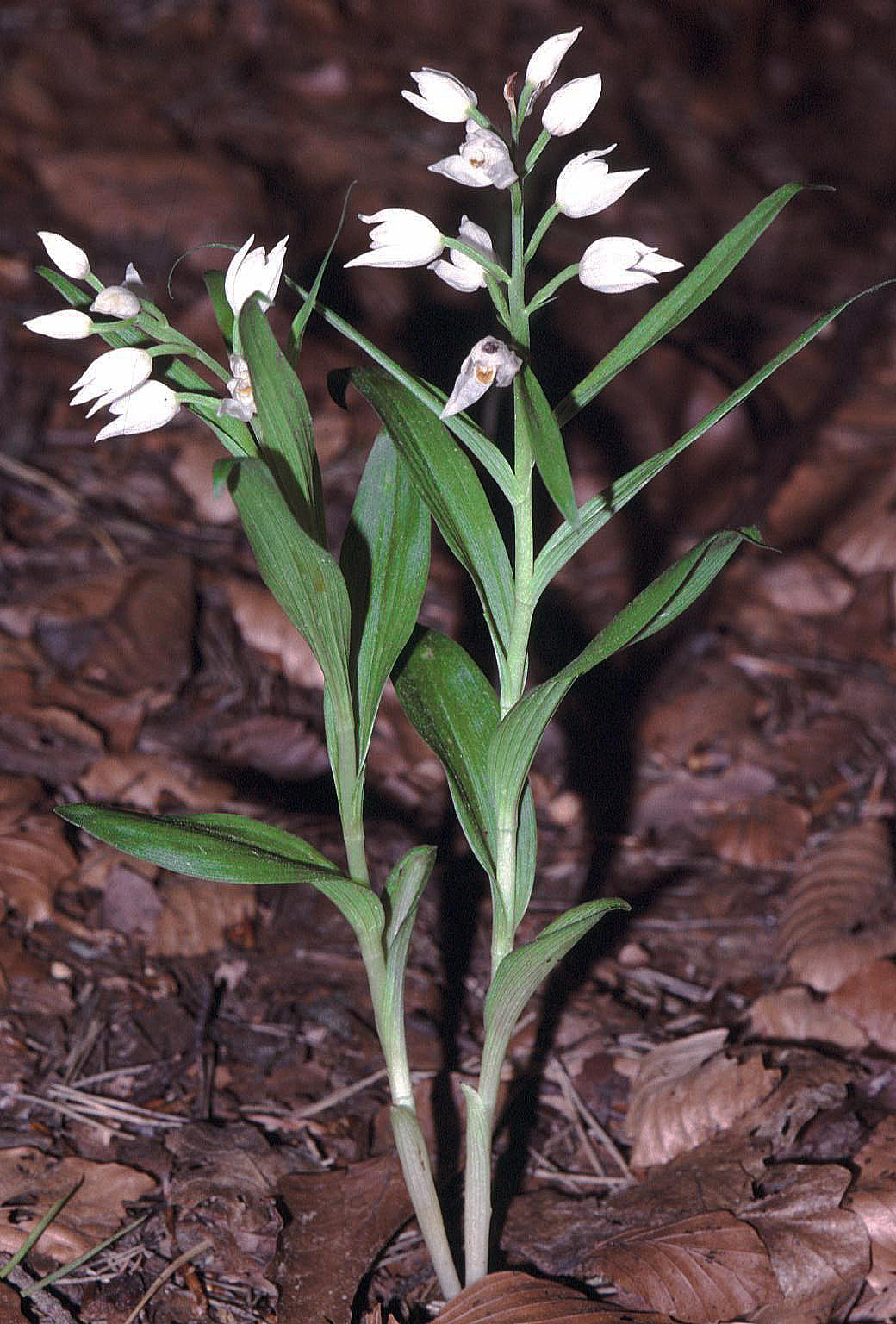
Langblättriges Waldvöglein (Cephalanthera longifolia)

## Weiterführende Informationen